# Ratpenat d'espatlles grogues de Thomas
El ratpenat d'espatlles grogues de Thomas (Sturnira thomasi) és una espècie de ratpenat de la família dels fil·lostòmids. Viu a Guadalupe i l'Illa de Montserrat. El seu hàbitat natural són boscos humits nadius. Les amenaces significatives per a la supervivència d'aquesta espècie són la pèrdua de l'hàbitat, els huracans i les erupcions volcàniques.